# Championnat de Cantabrie de traînières
Le Championnat de Cantabrie de traînières est une compétition annuelle d'aviron dans des traînières qui a lieu en juillet ou août en Communauté autonome de Cantabrie depuis 1942.

## Histoire
Le régional de traînières a lieu chaque année depuis 1942, excepté quelques éditions entre 1950 et 1964 et l'édition de 1968 qui n'a pas pu non plus être disputée. La zone de régates la plus utilisé pour la compétition est Santander, utilisée dans 33 des 41 éditions. Laredo, Santoña et Castro-Urdiales l'ont organisé deux fois et Camargo et la Marina de Santander une seule fois.
Ces dernières années, c'est l'équipage de la Société sportive d'aviron Astillero qui a remporté le titre régional de Cantabrie. En 2006, après une grande polémique, Astillero a été déclaré vainqueur. Les problèmes sont apparus car la voie quatre avait plus de mètres que ceux réglementés et c'est pourquoi la Société sportive d'aviron Pedreña a contesté cette régate bien qu'on ait finalement conservé les places.
L'année suivante, en 2007, la régate a eu lieu un jour ouvrable, le mercredi 1er août. La Pedreña a battu de trois secondes Castro-Urdiales. En 2008 et en 2009, Astillero a gagné la régate à Castro-Urdiales, dans la baie de Santander.

## Palmarès

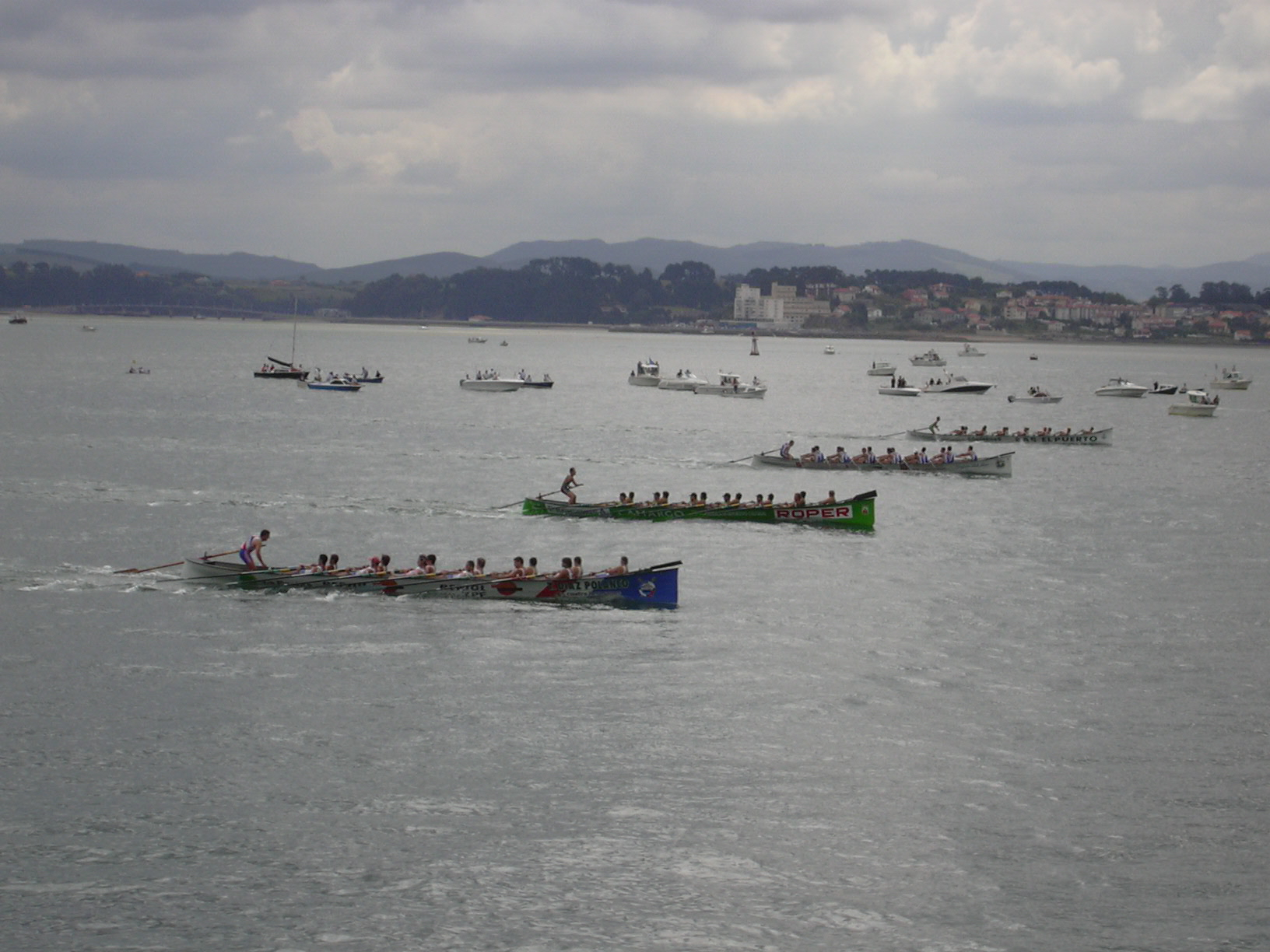
Première manche du Championnat de Cantabrie de traînières en 2006.

| Année | Vainqueur           |
| ----- | ------------------- |
| 1942  | Pedreña             |
| 1943  | Pedreña             |
| 1945  | Pedreña             |
| 1946  | Pedreña             |
| 1947  | Pedreña             |
| 1948  | Pedreña             |
| 1949  | Pedreña             |
| 1950  | Pedreña             |
| 1964  | Pedreña             |
| 1965  | Pedreña             |
| 1966  | Pedreña             |
| 1967  | Astillero           |
| 1969  | Pedreña             |
| 1970  | Astillero           |
| 1971  | Astillero           |
| 1972  | Santander           |
| 1973  | Astillero           |
| 1974  | Castro Urdiales     |
| 1975  | Castro Urdiales     |
| 1976  | Astillero           |
| 1977  | Castro Urdiales     |
| 1978  | Astillero           |
| 1979  | Pedreña             |
| 1980  | Castro Urdiales     |
| 1981  | Castro Urdiales     |
| 1982  | Castro Urdiales     |
| 1983  | Astillero           |
| 1984  | Castro Urdiales     |
| 1985  | Pedreña             |
| 1986  | Santoña             |
| 1987  | Santoña             |
| 1988  | Santoña             |
| 1989  | Ciudad de Santander |
| 1990  | Castro Urdiales     |
| 1991  | Ciudad de Santander |
| 1992  | Ciudad de Santander |
| 1993  | Ciudad de Santander |
| 1994  | Ciudad de Santander |
| 1995  | Santoña             |
| 1996  | Santoña             |
| 1997  | Ciudad de Santander |
| 1998  | Astillero           |
| 1999  | Astillero           |
| 2000  | Astillero           |
| 2001  | Castro Urdiales     |
| 2002  | Castro Urdiales     |
| 2003  | Astillero           |
| 2004  | Astillero           |
| 2005  | Astillero           |
| 2006  | Astillero           |
| 2007  | Pedreña             |
| 2008  | Astillero           |
| 2009  | Astillero           |
| 2010  | Castro Urdiales     |
| 2011  | Astillero           |
| 2012  | Astillero           |

## Historique
| Club                | Victoires |
| ------------------- | --------- |
| Astillero           | 18        |
| Pedreña             | 15        |
| Castro Urdiales     | 11        |
| Ciudad de Santander | 6         |
| Santoña             | 5         |
| Santander           | 1         |

### Sources
- (es) Cet article est partiellement ou en totalité issu de l’article de Wikipédia en espagnol intitulé « Campeonato de Cantabria de traineras » (voir la liste des auteurs).